# Dorothy Bernard
Pour les articles homonymes, voir Bernard.
Dorothy Bernard, est une actrice américaine du cinéma muet, née le 25 juin 1890 à Port Elizabeth, Afrique du Sud, et morte le 15 décembre 1955 à Hollywood.

## Filmographie partielle
- 1908 : An Awful Moment, de D. W. Griffith
- 1908 : Le Chemin d'une femme (A Woman's Way), de D. W. Griffith
- 1909 : The Cord of Life, de D. W. Griffith
- 1909 : The Girls and Daddy, de D. W. Griffith
- 1909 : A Fair Exchange, de D. W. Griffith
- 1910 : Ramona, de D. W. Griffith
- 1912 : For His Son de D. W. Griffith
- 1917 : Les Misérables, de Frank Lloyd
- 1921 : Immolation, d'Albert Capellani
- 1956 : Celui qu'on n'attendait plus (Come Next Spring) de R. G. Springsteen